# In the Heights
In the Heights è un musical con musiche e testi di Lin-Manuel Miranda e libretto di Quiara Alegría Hudes. La storia, che si svolge nell'arco di tre giorni, è ambientata nel quartiere di Washington Heights a New York, e racconta la storia di giovani dominicani-americani, tra cui Usnavi, che assiste dal bancone del suo negozio alle gioie e ai dolori del vicinato.
Il musical ha debuttato nel 2005 in Connecticut. Successivamente, è stato prodotto Off-Broadway nel 2007 e a Broadway nel marzo 2008. Il musical, candidato a tredici Tony Awards, ne ha vinti quattro tra cui quello per il miglior musical.

## Trama

### Atto I
A Washington Heights un giovane disegna dei graffiti sulla serranda di una bottega, ma viene interrotto e scacciato dal proprietario Usnavi, che apre il suo locale per fornire ai suoi clienti il loro caffè mattutino e il giornale. Sono introdotti in scena i personaggi principali: Abuela Claudia, che ha cresciuto Usnavi, Sonny, il cugino che lo aiuta nel negozio, il suo amico Benny, le donne del salone di bellezza e infine Vanessa, di cui Usnavi è innamorato (In the Heights).
Nel frattempo Nina Rosario, tornata da Stanford dopo il suo primo anno al college, è accolta con orgoglio dal suo vicinato e si prepara a rivelare ai suoi genitori i problemi che ha avuto all'università (Breathe). I genitori di Nina sono però in bancarotta e cercano di ottenere un prestito di emergenza dalla banca, perciò lasciano Benny da solo al negozio per la prima volta. Quando Nina entra per cercare la sua famiglia trova Benny e i due si occupano insieme del centralino (Benny's Dispatch).
Al salone di bellezza, Vanessa sogna di andare a vivere in un monolocale nel West Village, lontana dalla madre che spreca tutti i soldi delle bollette per bere. Il suo unico momento di respiro è quando si ferma da Usnavi, che trova il coraggio di chiederle di uscire (It Won't Be Long Now). Al ritorno dei suoi genitori, Nina rivela di aver perso la borsa di studio e di aver abbandonato l'università. Il padre, Kevin, è disperato perché non ha abbastanza soldi per pagare la retta universitaria (Inùtil).
Nina cerca la sua amica Vanessa per essere consolata ma la proprietaria del salone di bellezza, Daniela, la ferma per raccontare che questo è il suo ultimo giorno nell'isolato: a causa di un aumento dell'affitto, il salone sarà spostato nel Bronx. Nina rivela di aver abbandonato l'università (No Me Diga). Usnavi scopre di aver venduto un biglietto della lotteria vincente che vale 96.000$ e tutto il vicinato sogna di come spenderebbe tale somma di denaro (96,000). Abuela Claudia ripensa al suo viaggio da Cuba a New York nel 1943, quando era ancora una bambina e sua madre le ripeteva "pazienza e fede", e tiene in mano il biglietto vincente della lotteria (Paciencia y Fe).
Nina e Benny si trovano da soli per strada e percorrono i loro luoghi preferiti d'infanzia mentre parlano dei propri problemi: Nina ammette di essersi sentita esclusa da tutti a Stanford e Benny racconta delle difficoltà di essere l'unico afroamericano in un'attività gestita da latino-americani (When You're Home). Mentre i negozi chiudono per la sera, un uomo continua a cercare di vendere ghiaccioli (Piragua).
Kevin arriva tardi a casa e annuncia alla moglie Camila di aver venduto la loro attività di noleggio auto per pagare le tasse universitarie di Nina, che si rifiuta di accettare i soldi. Benny, infuriato per aver perso il proprio lavoro, si reca nel locale dove Usnavi e Vanessa trascorrono il primo appuntamento e Vanessa cerca di far ingelosire Usnavi ballando con altri uomini (The Club). Nel locale salta la corrente e Nina trova Benny nel buio: i due discutono e si baciano, mentre Sonny e Graffiti Pete accendono i fuochi d'artificio e Abuela Claudia rivela a Usnavi di essere la vincitrice della lotteria (Blackout).

### Atto II
Benny e Nina hanno passato la notte insieme e la mattina del 4 luglio parlano della propria relazione (Sunrise). La bottega di Usnavi è stata derubata durante il black-out. Abuela Claudia convince Usnavi a usare i soldi della lotteria per tornare insieme nella Repubblica Dominicana e ricominciare da capo (Hundreds of Stories).
I genitori di Nina cercano la figlia tutta la notte. Quando Kevin scopre che Nina è con Benny, giura che Benny non farà mai parte della famiglia Rosario perché non è latino-americano, ma Camila interrompe la discussione rimproverando Nina per essere scappata e aver mentito riguardo all'università e Kevin per essersi comportato come suo padre (Enough).
A mezzogiorno tutto il vicinato è stremato per il caldo e la mancanza di corrente. Daniela organizza un'ultima festa d'addio per il salone di bellezza, la bottega di Usnavi e l'attività di noleggio auto dei Rosario. Usnavi annuncia a tutti la sua partenza imminente e lascia a Sonny un terzo dei soldi vinti (Carnaval del Barrio). Kevin interrompe i festeggiamenti per avvertire Usnavi che Abuela Claudia è morta (Atenciòn). Tutti si riuniscono per tenere una veglia in onore di Claudia. Usnavi spiega che Abuela Claudia è morta a causa del calore e dello stress e improvvisa un elogio (Alabanza).
Usnavi e Nina rovistano tra gli oggetti di Claudia, trovando vecchi biglietti della lotteria e foto. Nina ricorda di tutti i pomeriggi passati a studiare a casa di Abuela e riscopre le foto del giorno in cui si è diplomata. Infine, decide di accettare il sacrificio del padre e tornare a Stanford (Everything I Know). I genitori di Nina vendono la compagnia di noleggio e Kevin torna a lavorare come un meccanico. Daniela chiude il salone e rivela che si trasferirà con Vanessa nel West Village, dove divideranno le spese dell'appartamento (No Me Diga Reprise). Il venditore di ghiaccioli festeggia il proprio successo quando il furgoncino del suo rivale Mr Softee si rompe (Piragua Reprise).
Vanessa porta a Usnavi una bottiglia di champagne per festeggiare e gli chiede di non partire (Champagne). Benny riporta a Kevin l'uniforme e considera l'idea di aprire un'attività tutta sua. Tuttavia, è preoccupato per la sua relazione a distanza con Nina (When the Sun Goes Down). La mattina seguente Usnavi si sveglia presto per chiudere definitivamente la bottega e vede il salone e il Car Service dei Rosario chiusi. Quando abbassa la serranda scopre che Sonny e Graffiti Pete hanno lavorato tutta la notte per disegnare un ritratto di Abuela Claudia e decide di restare (Finale).

## Personaggi
- Usnavi (interpretato da Lin-Manuel Miranda) è il proprietario di una bottega a Washington Heights. Rimasto orfano da bambino, viene cresciuto da Abuela Claudia e sogna di tornare nella Repubblica Dominicana, dove ha vissuto prima di perdere i genitori.
- Nina Rosario (interpretata da Mandy Gonzalez) è la co-protagonista del musical ed è la prima persona del vicinato ad essere ammessa all'università. Dopo il primo anno a Stanford perde la borsa di studio e decide di abbandonare gli studi per tornare a casa, dove la sua famiglia e tutti i compaesani la attendono con orgoglio.
- Abuela Claudia (interpretata da Olga Merediz) è la donna più anziana del quartiere. Ha cresciuto Usnavi ma viene considerata da tutti parte della famiglia ('abuela' in spagnolo significa 'nonna'). Si è trasferita da Cuba a New York con sua madre quando era bambina e non è mai riuscita a guadagnare abbastanza per tornare a casa.
- Benny (interpretato da Christopher Jackson) è l'unico afroamericano del quartiere e lavora come impiegato per il Car Service della famiglia Rosario. Sogna di poter iniziare un'attività in proprio.
- Vanessa (interpretata da Karen Olivo) lavora nel salone di bellezza di Daniela e vive con la madre, un'alcolizzata che sperpera tutti i soldi per bere. Tutti gli uomini del quartiere sono interessati a lei, ma Vanessa decide di uscire con Usnavi.
- Daniela (interpretata da Andréa Burns) è la proprietaria del salone di bellezza dove sono raccontate tutte le novità del quartiere.
- Carla (interpretata da Janet Dacal) lavora al salone di bellezza con Vanessa ed è la migliore amica di Daniela.
- Kevin Rosario (interpretato da Carlos Gómez) è il padre di Nina e il proprietario del Car Service Rosario's.
- Camila Rosario (interpretata da Priscilla Lopez) è la madre di Nina.
- Sonny (interpretato da Robin De Jesùs) è il giovane cugino di Usnavi, considerato da tutti il buffone pigro del quartiere. In realtà è molto ambizioso e interessato a questioni sociali.
- Graffiti Pete (interpretato da Seth Stewart) è un artista e amico di Sonny.
- Piraguero (interpretato da Eliseo Roman) è un venditore di ghiaccioli (piragua), rivale di Mr Softee.

## Numeri musicali
Atto I
- In the Heights - Usnavi ed ensemble
- Breathe - Nina ed ensemble
- Benny's Dispatch - Benny e Nina
- It Won't Be Long Now - Vanessa, Usnavi e Sonny
- Inútil  - Kevin
- No Me Diga - Daniela, Carla, Vanessa e Nina
- 96,000 - Usnavi, Benny, Sonny, Graffiti Pete, Vanessa, Daniela, Carla ed ensemble
- Paciencia y Fe - Abuela Claudia ed ensemble
- When You're Home - Nina, Benny ed ensemble
- Piragua - Piragua Guy
- The Club - Usnavi, Vanessa, Nina, Benny ed ensemble
- Blackout - Usnavi, Vanessa, Benny, Nina, Kevin, Sonny, Graffiti Pete, Abuela Claudia, Carla ed ensemble

Atto II
- Sunrise - Nina, Benny ed ensemble
- Hundreds of Stories - Abuela Claudia and Usnavi
- Enough - Camila
- Carnaval del Barrio  - Daniela, Carla, Vanessa, Usnavi, Sonny, Piragua Guy ed ensemble
- Atención - Kevin
- Alabanza - Usnavi, Nina ed ensemble
- Everything I Know - Nina
- No Me Diga (Reprise) - Carla, Nina, Vanessa e Daniela
- Piragua (Reprise) - Piragua Guy
- Champagne - Vanessa e Usnavi
- When the Sun Goes Down - Nina e Benny
- Finale - Usnavi e Company

## Adattamento cinematografico
Jon M. Chu ha diretto un adattamento cinematografico del musical intitolato In the Heights - Sognando a New York. Originariamente prevista per il 2020, l'uscita del film fu posticipata al 2021 a causa della pandemia di COVID-19. Il cast del film annovera Anthony Ramos, Leslie Grace (Nina), Daphne Rubin-Vega (Daniella) ed Olga Merediz nella parte di Abuela Claudia, un ruolo che aveva già interpretato a Broadway.